# استیویا

استویول، بلوک‌های پایهٔ ساختمانی گلیکوزیدهای استه‌ویول

اِستِـویا (انگلیسی: Stevia؛ ‎/ˈstiːviə, ˈstɛviə/‎) یک شیرین‌کننده و جایگزین شکر است که از عصارهٔ گیاه شیرین‌برگ به‌دست می‌آید.
مادهٔ فعال و مؤثر استویا، «گلیکوزیدهای استویول» (بیشتر استویوساید و رِبادیوساید آ) است که حدود ۱۵۰ تا ۳۰۰ برابر شیرین‌تر از قند معمولی، مقاوم‌به‌حرارت، مقاوم به تغییرات پی‌اچ و غیرقابل تخمیر است. طعم استویا، شروعی آهسته اما دوامی درازمدت‌تر از قند دارد و برخی از مواد استحصال‌شده از آن کمی تلخ و در غلظت‌های بالا، پس‌مزه‌ای شبیه به شیرین‌بیان دارند. یکی از مسائلی که در استفاده از گیاه استویا در رژیم غذایی مورد توجه است، طعم تلخ همراه با شیرینی آن است. 
در کشورهای مختلف، وضعیت قانونی این مادهٔ شیمیایی، جهت استفاده به‌عنوان یک مادهٔ افزودنی غذایی یا مکمل غذایی متفاوت است. در ایالات متحده آمریکا، عصارهٔ گلیکوزید استویا در رده‌بندیِ افزودنی‌های مجاز (در مجموع بی‌خطر یا GRAS) قرار دارد و اجازۀ استفاده در محصولات خوراکی را دارد؛ اما برگِ استویا و عصارهٔ فراوری‌نشدهٔ آن، افزودنی مجاز نیست و توسط سازمان غذا و داروی آمریکا برای مصارف خوراکی تأیید نشده‌است. اتحادیه اروپا، استویا را در سال ۲۰۱۱ میلادی پذیرفت و در ژاپن، این ماده سال‌هاست که به‌عنوان شیرین‌کننده مورد استفاده بوده‌است.

## تاریخچه

### کشف

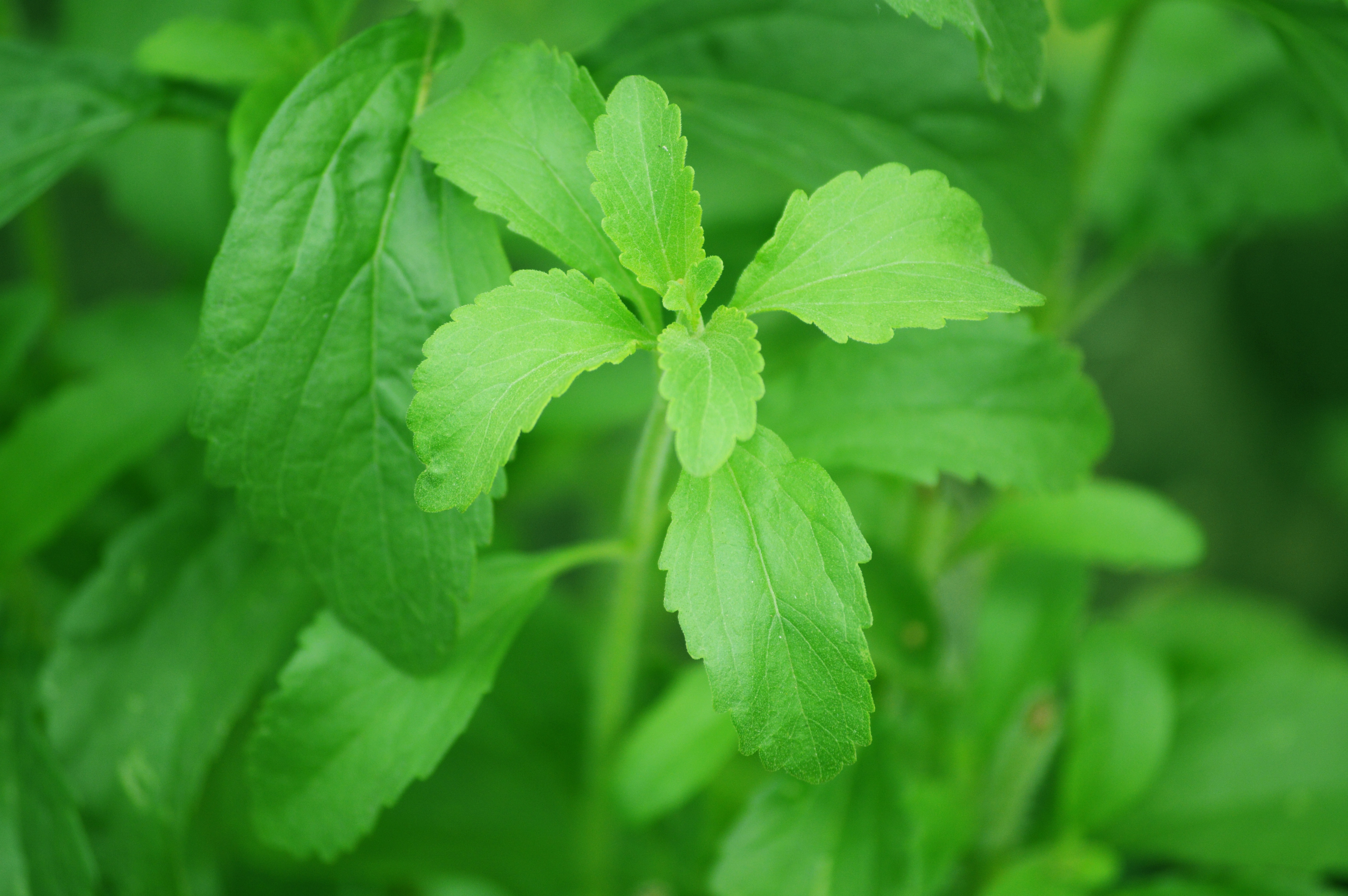
شیرین‌برگ

گیاه استویا بومی آمریکای جنوبی است، مردم این منطقه از بیش از ۱۵۰۰ سال قبل، گیاه شیرین‌برگ (نام علمی: Stevia rebaudiana) را مورد استفاده قرار داده‌اند و آنرا «کا-هئه» (به معنای سبزی شیرین) می‌نامیدند. برگ‌های این گیاه را پرتغالی‌ها و برزیلی‌ها، به‌طور سنتی از صدها سال پیش برای شیرین کردن، چای‌ها و معجون‌های درمانی محلی و همچنین به‌عنوان یکی از «تنقلات شیرین» مصرف می‌کردند. سرده این گیاه را به افتخار پزشک و گیاه‌شناس اسپانیایی «پدرو خائیمه استه‌وه» (که در کشورهای انگلیسی‌زبان او را با نامِ «پتروس جاکوبوس استه‌ووس» می‌شناسند) و استاد رشتهٔ گیاه‌شناسی در «دانشگاه والنسیا» بود، نامگذاری کرده‌اند.
در سال ۱۸۹۹ میلادی، گیاه‌شناس سوئیسی «مویسس سانتیاگو برتونی» که مشغول انجامِ پژوهش در کشور پاراگوئه بود، این گیاه و طعم شیرین آنرا برای نخستین بار با جزئیات کامل شرح داد. تا مدت‌ها، بررسی‌های محدود و ناچیزی بر روی این گیاه انجام شده بود تا آنکه در سال ۱۹۳۱ میلادی، دو شیمی‌دان فرانسوی، گلیکوزیدهایی را که مسئول طعمِ شیرینِ این گیاه هستند، از آن استخراج کردند.

### نظارت و مقررات اولیه
در خلالِ دههٔ ۹۰ میلادی، سازمان غذا و داروی آمریکا دو درخواست جهت ثبت این ماده به عنوانِ یک، افزودنی مجاز دریافت کرد، اما با «جزئیاتی که در درخواست‌نامه آمده و نتیجه‌گیری‌هایی که شده‌است» مخالفت کرد و از پذیرش آن سر باز زد. در سال ۲۰۱۵ میلادی، هنوز سازمان غذا و داروی آمریکا استویا را یک «مادهٔ مجاز افزودنی غذایی» نمی‌دانست و اعلام نمود که «این ماده در ایالات متحده یک افزودنی مجاز نیست، چرا که اطلاعات سم‌شناسی مربوط به آن کامل نیست». مصرف استویا برای سال‌یان متمادی ممنوع بود تا آنکه «لایحهٔ آموزش و سلامت مکمل‌های غذایی ۱۹۹۴» به تصویب رسید و سازمان غذا و داروی آمریکا آنرا به عنوان یک «مکمل غذایی» (و نه یک افزودنی مجاز) پذیرفت.
در دسامبر ۲۰۰۸ میلادی، سازمان غذا و دارو، یک موافقت‌نامهٔ مشروط از نوع «no objection» برای مجاز شدنِ مادهٔ «تروویا» (محصول مشترک کارگیل و شرکت کوکاکولا) و مادهٔ «پیور ویا» (محصول مشترک شرکت پپسی و شرکت «ارث سوئیتنر» از زیرمجموعه‌های «مری‌سانت») صادر کرد که هر دو از مادهٔ ربادیوساید آ (از مشتقات گیاه شیرین‌برگ) استفاده می‌کردند. با این حال سازمان غذا و دارو اعلام کرد که این مواد، «استویا» نیستند، بلکه محصولات به‌شدت تلخیص‌شده محسوب می‌شوند. از سال ۲۰۱۷ میلادی، گلیکوزیدهای کاملاً خالصِ استویا در آمریکا، جهت استفاده در مواد غذایی، بی‌خطر و قابل‌قبول هستند.
در ژوئن ۲۰۱۶ میلادی، اداره گمرک و حفاظت مرزی ایالات متحده آمریکا، دستور ضبط و ممنوعیت ورود محصولات استویای وارداتی از چین را صادر کرد، چرا که گزارش‌هایی در دست بود که نشان می‌داد این مواد توسط کار اجباری در زندان تولید می‌شوند.
نتایج پژوهش‌های اولیه، کمیسیون اروپا را واداشت تا مصرف استویا در مواد غذایی را در اتحادیه اروپا ممنوع اعلام کند و بدین ترتیب، پژوهش‌های بعدی نیز منتفی شد. در سال ۲۰۰۶ میلادی، نتایج پژوهش‌های انجام‌شده که توسط سازمان جهانی بهداشت منتشر شد، هیچگونه عوارض جانبی برای این ماده را نشان نداد.

### مصارف تجاری
در اوایل دههٔ ۷۰ میلادی، مصرف شیرین‌کننده‌هایی چون سیکلامات سدیم و ساخارین اندک‌اندک کاهش یافته و از محصولات کوکا کولا جمع‌آوری شد. سپس مصرف استویا به‌عنوان یک جایگزین در ژاپن آغاز گشت و محلول آبی عصاره برگ‌های شیرین‌برگ که از آن، استویوساید خالص‌شده استحصال می‌شد، به‌عنوان شیرین‌کننده بکار گرفته شد. نخستین شیرین‌کنندهٔ تجاری استویا در ژاپن، توسط «شرکت موریتا کاگاکو کوگ‌یو» در سال ۱۹۷۱ عرضه شد. ژاپنی سال‌هاست که از استویا در فراورده‌های غذایی، نوشیدنی‌های غیرالکلی و مصارف روزمره استفاده می‌کنند. در سال ۲۰۰۶ میلادی، این کشور، بیش از هر کشور دیگری در جهان استویا مصرف می‌کرد و استویا تا ۴۰٪ از بازار شیرین‌کننده‌ها را به‌خود اختصاص داده بود.
در میانهٔ دههٔ ۸۰ میلادی، استویا، در صنایع غذاهای طبیعی و سالم آمریکا، به‌عنوان یک شیرین‌کنندهٔ طبیعی و غیرانرژی‌زا، برای چای و معجون‌های کاهش وزن، متداول و محبوب شد. سازندگان شیرین‌کنندهٔ مصنوعیِ «ناتورا سوئیت» از مسئولان سازمان غذا و دارو خواستند تا شیرین‌برگ را بررسی و آزمایش کنند.  در سال ۲۰۰۷ میلادی، شرکت کوکاکولا اعلام کرد که قصد دارد تا برای پذیرش شیرین‌کنندهٔ خود «رابیانا» (ربادیوساید آ تغلیظ‌شده) به‌عنوان یک افزودنی غذایی در آمریکا از سال ۲۰۰۹ و همچنین بازاریابی آن در ۱۲ کشور جهان جهت استفاده در فراورده‌های غذایی، اقدام کند. در ماه مه ۲۰۰۸ میلادی، کارگیل و شرکت کوکاکولا اعلام کردند که مادهٔ «تروویا» (یک شیرین‌کنندهٔ تجاری استویا که حاوی اریتریتول است) و «رِبیانا» در بازار، در دسترس مصرف‌کنندگان خواهد بود و سازمان غذا و دارو نیز در دسامبر ۲۰۰۸ اجازهٔ مصرف آنرا به عنوان افزودنی غذایی صادر کرد. کوکاکولا اعلام کرد که قصد دارد تا نوشیدنی‌های شیرین‌شده با استویا را از اواخر دسامبر ۲۰۰۸ روانه بازار کند. از سال ۲۰۱۳ میلادی به بعد، کوکاکولا لایف که حاوی استویاست، در چندین کشور جهان به بازار عرضه شده‌است.
کمی بعد نیز، شرکت پپسی و «پیور سرکِـل»، شیرین‌کنندهٔ استویای خود را با نام «پیور ویا» به بازار معرفی و عرضه کردند، اما توزیع نوشیدنی خود را بر پایهٔ ربادیوساید آ، تا دریافتِ تأییدیه رسمی سازمان غذا و دارو، به تعویق انداختند. از زمان پذیرش این مواد توسط سازمان غذا و دارو، شرکت کوکاکولا و شرکت پپسی، محصولات گوناگونی را که دارای این شیرین‌کننده هستند، به بازار عرضه کرده‌اند.
تا سال ۲۰۰۶ میلادی، چین بزرگترین صادرکنندهٔ محصولات استویوساید بوده‌است.

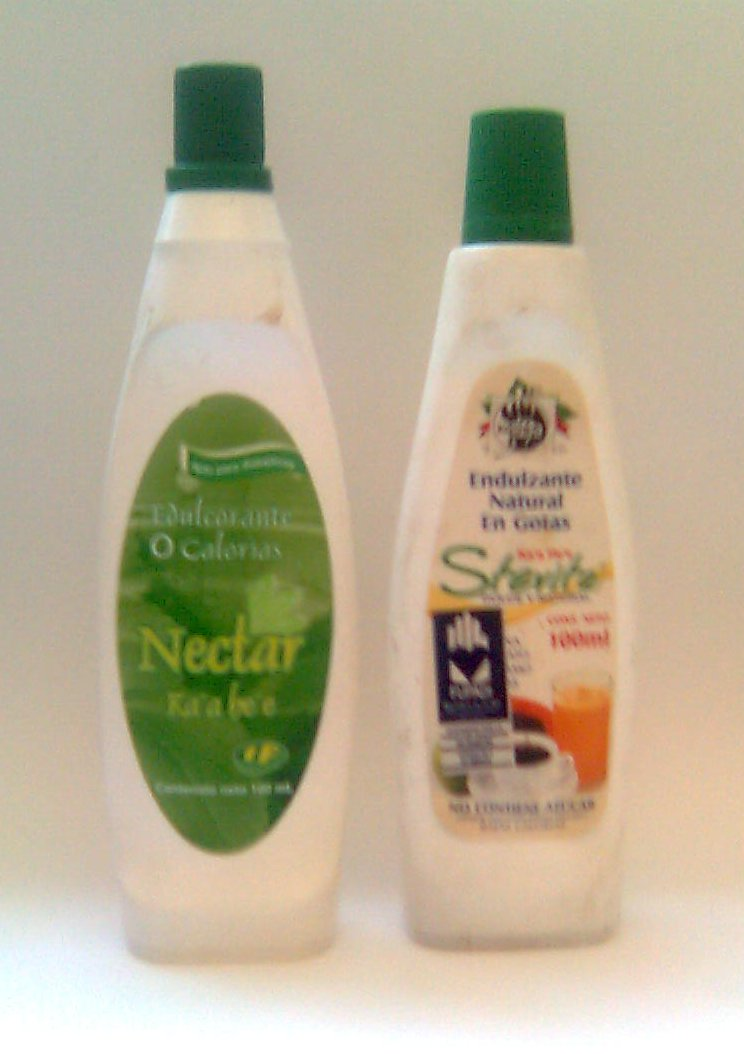
عصاره استیویا در فروشگاهی در پاراگوئه

## عصاره‌های صنعتی
مادهٔ ربادیوساید آ کمترین میزانِ تلخی را در میان گلیکوزیدهای استویول در شیرین‌برگ داراست. برای تولید تجاری ربادیوساید آ، برگ‌های شیرین‌برگ را خشک کرده و طی فرایندی، آب‌گیری می‌کنند. این عصارهٔ خام در حدود ۵۰٪ «ربادیوساید آ» دارد. سایر گلیکوزیدها با استفاده از روش‌های بلوری شدن جداسازی می‌شوند که در آن، از اتانول و متانول به‌عنوان حلال استفاده می‌شود.
عصاره‌ها و مشتقات استویا، با روش‌های صنعتی گوناگون تولید شده و با نام‌های تجاری مختلف، روانهٔ بازار می‌شود.
- «ربیانا» نام یکی از مشتقات استویا به نام ربادیوساید آ است.[۳۱]
- «تروویا» نام تجاری ترکیبی از ربیانا، اریتریوتول و طعم‌دهنده‌های طبیعی است که توسط شرکت‌های، کارگیل و کوکاکولا تولید می‌شود.[۳۲]
- «پیور ویا» نام تجاری «ربیانا» است که توسط شرکت پپسی ساخته می‌شود.[۲۹]

## مکانیسم اثر
گلیکوزیدها، مولکول‌هایی هستند که دارای گلوکز بوده و به مواد غیرِ قندی دیگری موسوم به «آگلیکون‌ها» متصل شده‌اند. آزمایش‌های اولیه نشان داد که گیرنده‌های مزه در زبان با گلیکوزیدها تحریک شده و حس «شیرینی» آن و همچنین پس‌مزهٔ تلخ بعدی را با تحریک مستقیم گیرنده‌های شیرینی و تلخی منتقل می‌کنند.
بر پایهٔ پژوهش‌های بنیادی، استه‌ویول و گلیکوزیدهای آن با نوعی کانال‌های پروتئینی یونی به نام TRPM5، واکنش نشان داده که سیگنال‌های عصبی را از گیرنده‌های شیرینی و تلخی آغاز کرده و طعم شیرینی و تلخی و مزه‌های اومامی را تقویت می‌کند. اثرات هم‌افزایی گلیکوزیدها بر روی گیرنده‌های شیرینی و TRPM5، توضیحی برای درکِ طعمِ شیرینِ این ماده است. برخی گلیکوزیدهای استویول (ربادیوساید آ) شیرین‌تر از بقیهٔ (استویوساید) احساس می‌شوند.
استویول در طول دستگاه گوارش هضم نمی‌شود و پس از جذب در خون، توسط کبد تجزیه شده و به «گلوکورونید استویول» مبدل می‌شود و به داخلِ ادرار ترشح می‌شود.

## سلامت و ایمنی
یک بررسی پژوهشی نشان داد که استویا می‌تواند جایگزینی برای قند در بیماران مبتلا به دیابت، بیماری های قلبی، کودکان و افرادی که مایل به کاهش کالری دریافتی خود هستند، باشد. در سال‌های بعد نیز در مطالعات و تحقیقات متعدد، اثرات مصرف گیاه استویا بر سلامتی انسان مورد بررسی قرار گرفت. 
اگرچه استویول و ربادیوساید آ هر دو، در آزمون‌های آزمایشگاهی، خواص جهش‌زایی از خود نشان داده‌اند؛ اما چنین خواصی، با دوزها و روش‌های مصرفی مورد استفادهٔ در انسان، به اثبات نرسیده‌است. دو بررسی پژوهشی در سال ۲۰۱۰ میلادی نشان داد که مصرف شیرین‌برگ و عصاره‌اش در زمینهٔ سلامت انسان، نگران‌کننده نیست. مصرف استویا ممکن است در برخی افراد آلرژی ایجاد کند اما مشکل جدی برای سلامتی انسان در اثر مصرف استویا گزارش نشده است. 
«کمیتهٔ مشترک متخصصان مواد افزودنی» در سازمان جهانی بهداشت، بر پایهٔ مطالعات درازمدت، مصرف روزانهٔ استویول را تا حداکثر ۴ میلی‌گرم در هر کیلوگرم وزن بدن، پذیرفته‌است. در سال ۲۰۱۰ میلادی، «ادارهٔ ایمنی مواد غذایی اروپا» نیز مصرف روزانهٔ استویول را، ۴ میلی‌گرم در هر کیلوگرم وزن بدن و به صورت «گلوسید استویول» تعیین کرد. با این حال، مرکز سرطان مموریال اسلون–کترینگ هشدار داده‌است که مصرف مقادیر زیاد استویول ممکن است خواص ضعیف جهش‌زایی داشته باشد. از طرفی، یک بررسی پژوهشی که به سفارشِ «مرکز علوم در خدمت منافع عامه» (CSPI) انجام شد، نشان داد که هیچ‌گونه مدرک چاپ‌شده دالِ بر سرطان‌زاییِ ربادیوساید آ وجود ندارد.

## کشت شکر برگ در ایران
تحقیقات در زمینه تکثیر گیاه شیرین‌برگ از طریق کشت بافت از اواخر سال ۱۳۸۳ در گروه باغبانی دانشگاه گیلان آغاز شد و پس از یک و نیم سال پروتکل آن تهیه گردید و نتایج آن در پنجمین «کنگره علوم باغبانی ایران» که در شهریور ماه ۱۳۸۶ در دانشگاه شیراز برگزار شده بود، منتشر شد. در ادامهٔ فعالیت‌های پژوهشی انجام‌شده بر این گیاه در دانشگاه گیلان، از بهار سال ۱۳۸۵، گیاهچه‌های واریته‌های مختلف گیاه استویا از نمونه‌های آزمایشگاهی به زمین منتقل و سازگاری رشد آنها در شمال کشور مورد بررسی قرار گرفت. شایان ذکر است از سال ۱۳۸۷ تولید تجاری این گیاه آغاز شده و هم‌اکنون، برگِ خشک آن عرضه می‌شود. اما با وجود تولید گیاه استویا در داخل کشور و امکان تولید انبوه آن به روشهایی مانند کشت بافت و ریزازدیادی، متأسّفانه استخراج و خالص سازی استویوساید و ربادیوساید آ از استویا در ایران به صورت تجاری انجام نمی‌شود. و در حال حاضر، کارخانه ها، کارگاه های تولید شیرینی و شکلات و ... که در کشورمان از استویوساید و ربادیوساید آ استفاده می کنند، پودر خالص‌شده آن را از کشورهای خارجی خریداری می‌کنند. با توجه به خواص و اهمیت استفاده از قندهای حاصل از استویا در سبد غذایی خانوار، بهتر است هر چه زودتر برای بومی سازی استخراج و تخلیص قندهای این گیاه پر خاصیت اقدام گردد.  

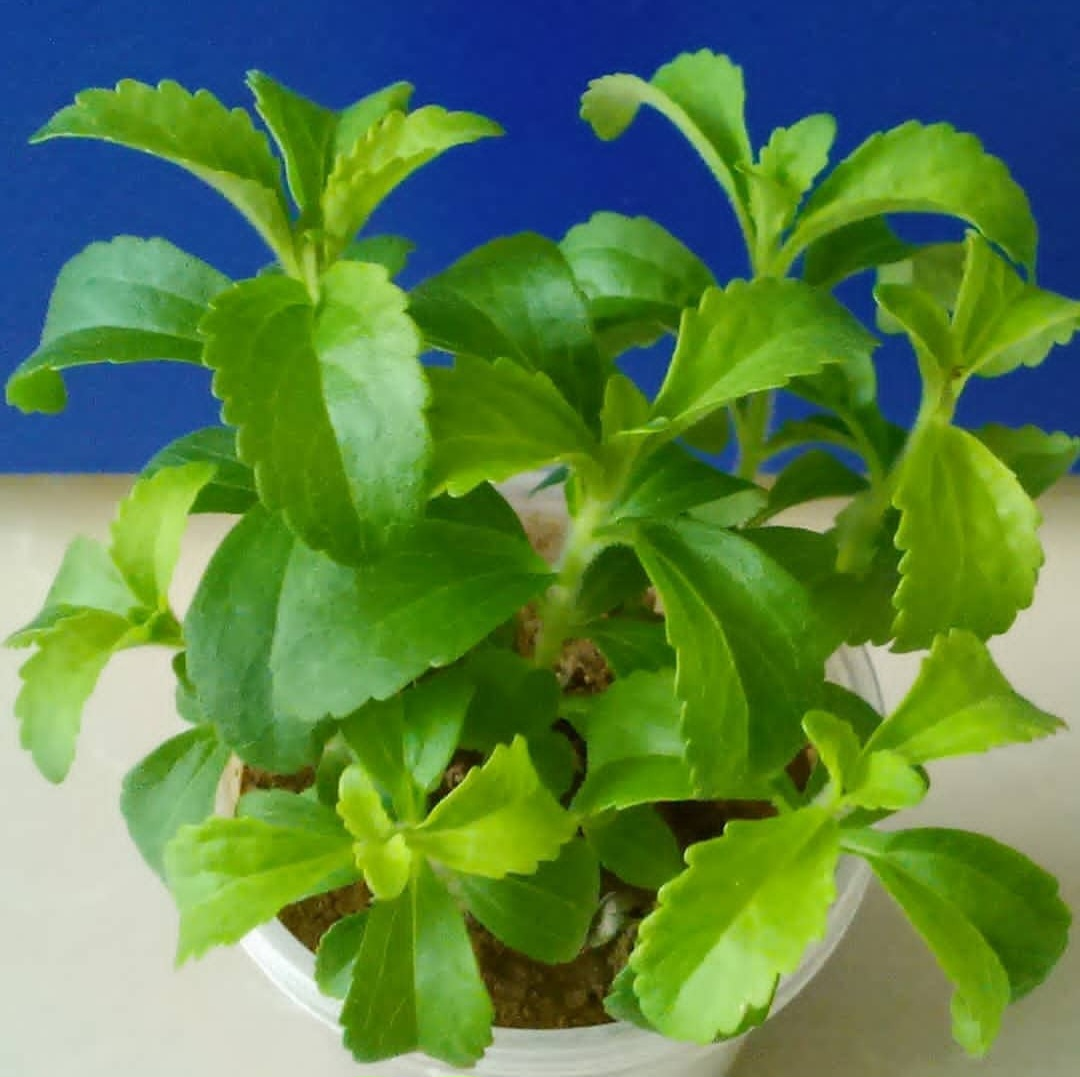
گیاه استویا که از طریق ریزازدیادی تکثیر شده و در شرایط گلخانه، سازگار شده است.

## نگارخانه

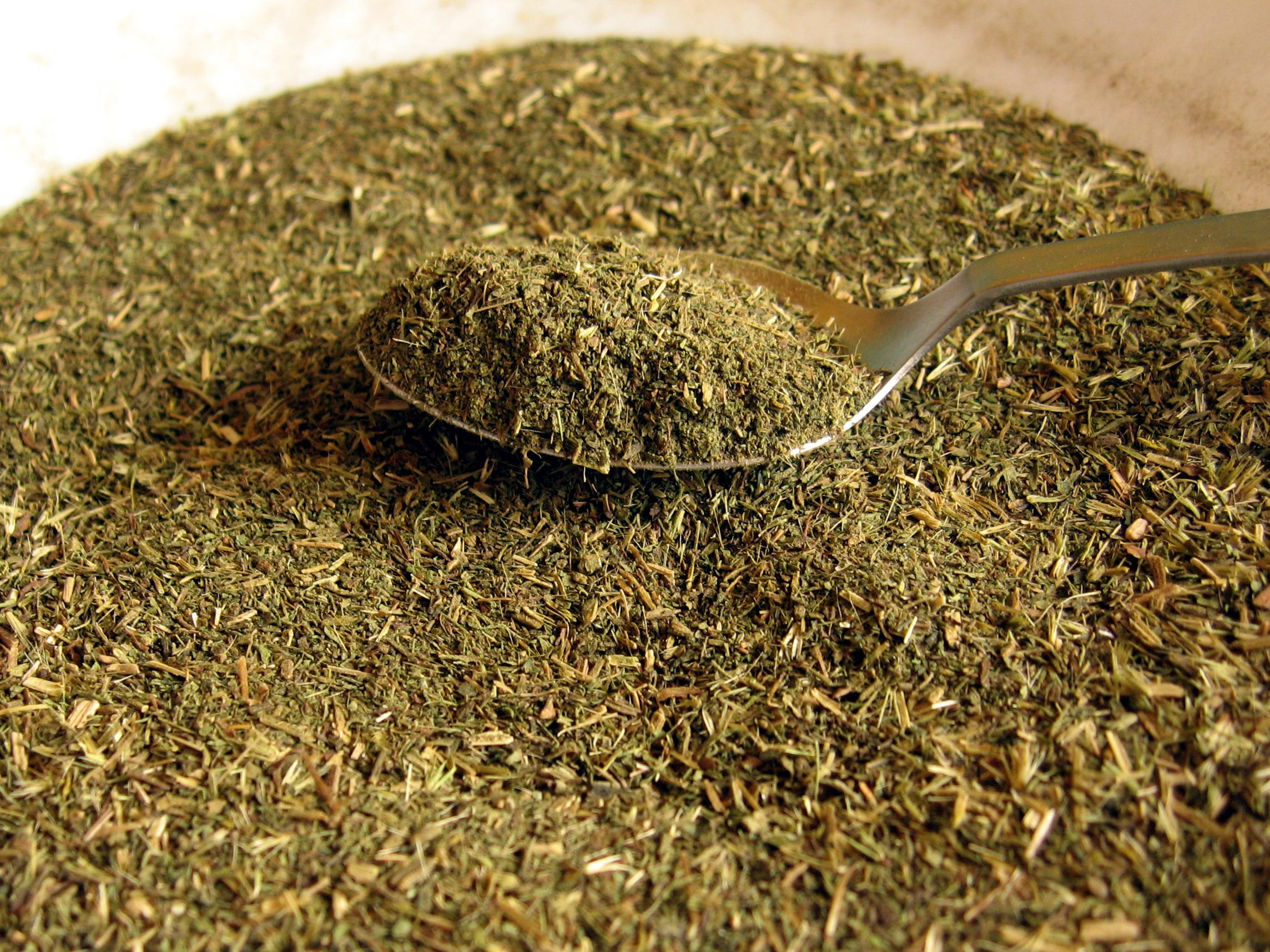
پودر شیرین‌برگ
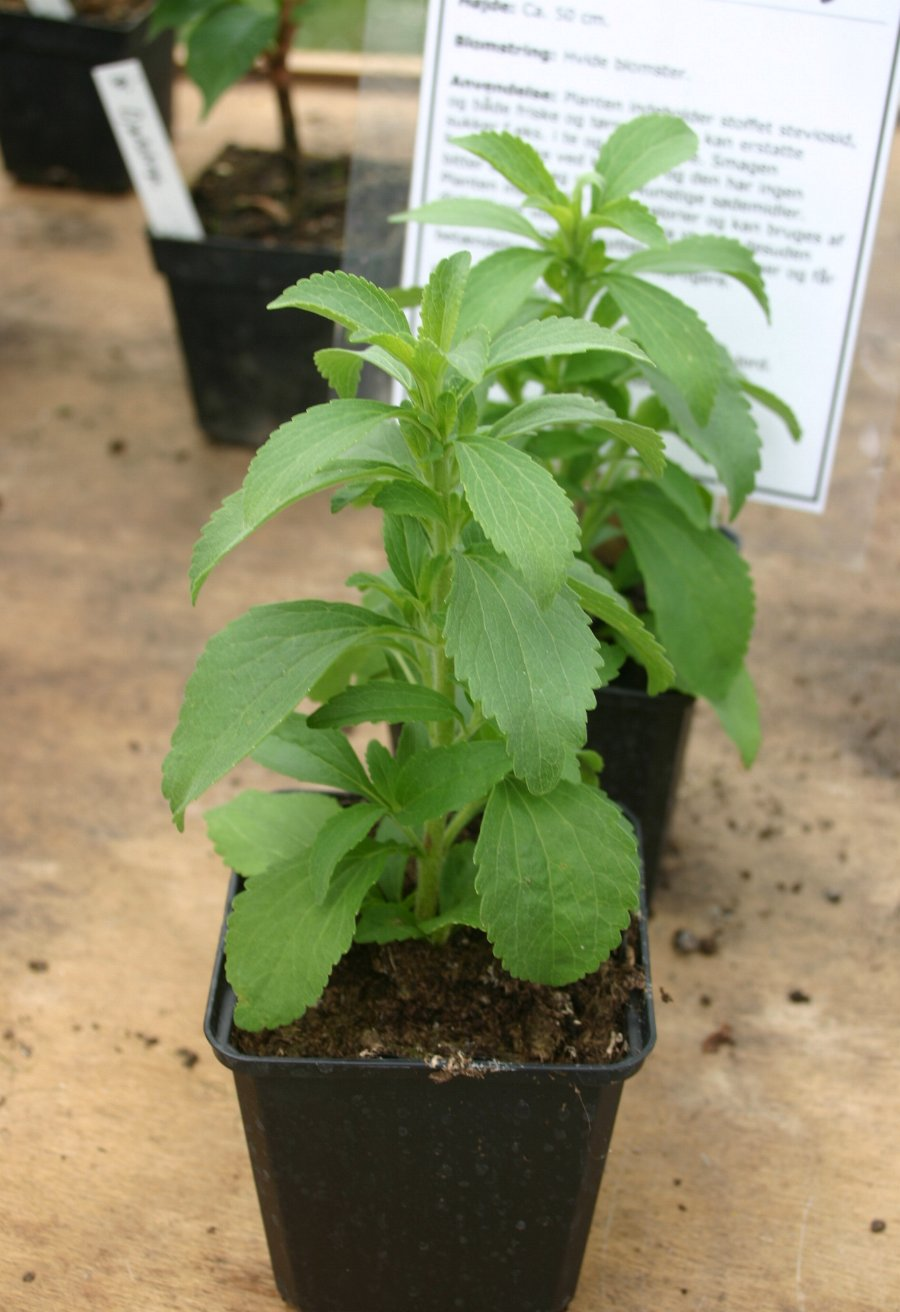
گیاه شیرین‌برگ کاشته شده در گلدان
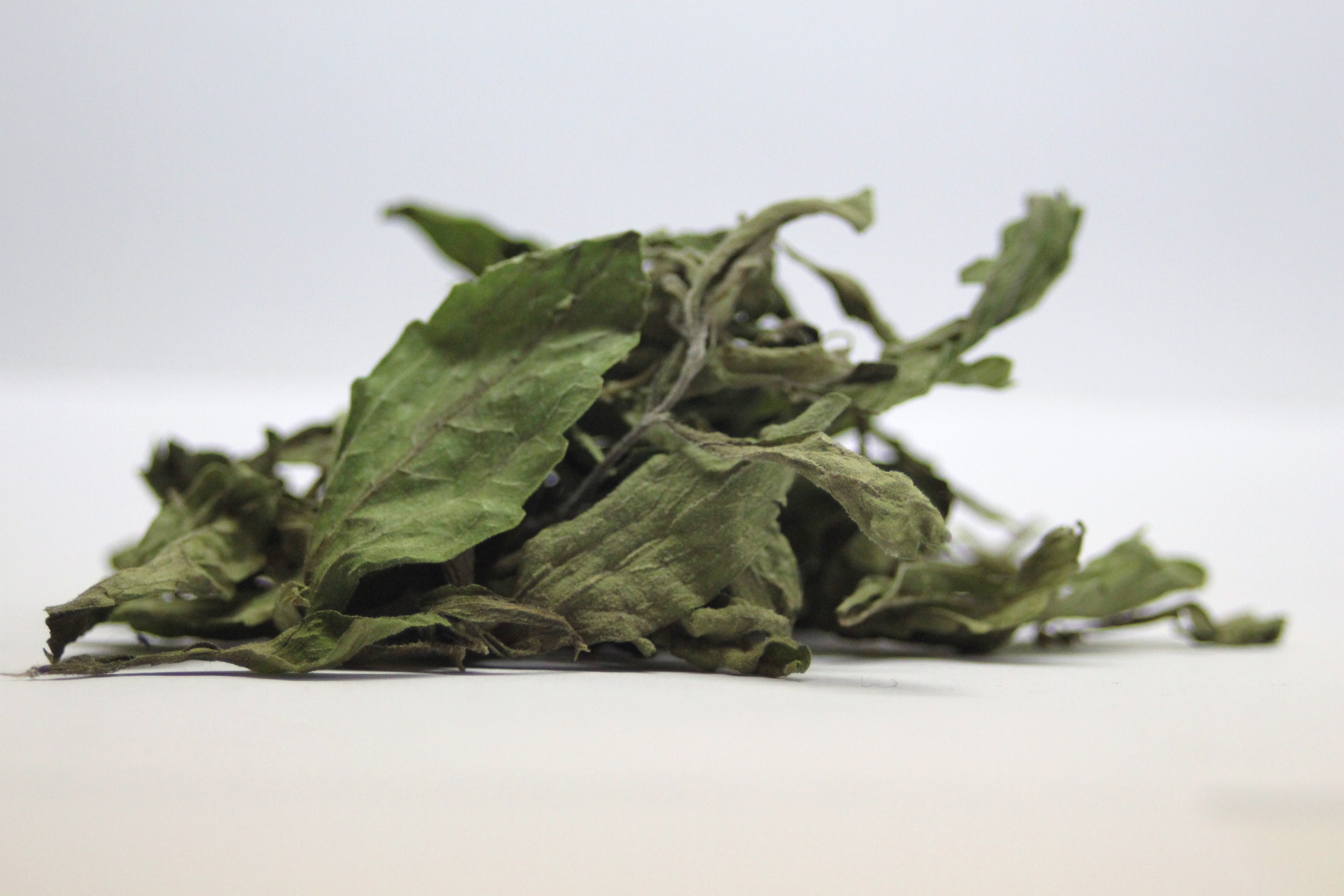
برگ خشک شده شیرین‌برگ
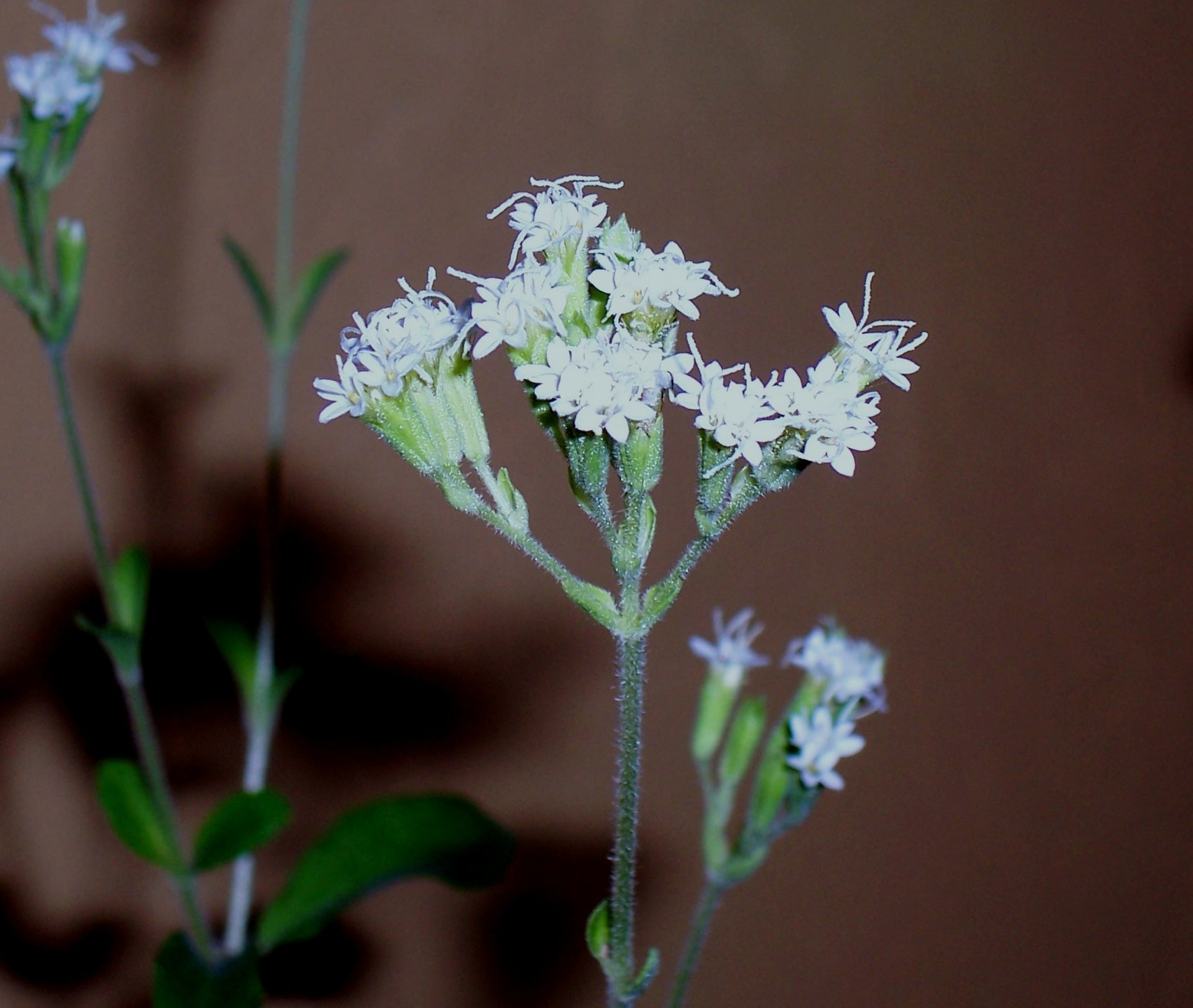
گل گیاه شیرین‌برگ